# Luna Wedler
Luna Wedler (Zurigo, 26 ottobre 1999) è un'attrice svizzera.

## Filmografia parziale

### Cinema
- Amateur Teens, regia di Niklaus Hilber (2015)
- Blue My Mind - Il segreto dei miei anni (Blue My Mind), regia di Lisa Brühlmann (2017)
- Flitzer, regia di Peter Luisi (2017)
- Das schönste Mädchen der Welt, regia di Aron Lehmann (2018)
- Der Läufer, regia di Hannes Baumgartner (2018)
- Vicino all'orizzonte (Dem Horizont so nah), regia di Tim Trachte (2019)
- Auerhaus, regia di Neele Leana Vollmar (2019)
- Je Suis Karl (Je suis Karl), regia di Christian Schwochow (2021)
- Storia di mia moglie (A feleségem története), regia di Ildikó Enyedi (2021)
- Soul of a Beast, regia di Lorenz Merz (2021)
- Der Passfälscher, regia di Maggie Peren (2022)
- Der Räuber Hotzenplotz, regia di Michael Krummenacher (2022)
- Was man von hier aus sehen kann, regia di Aron Lehmann (2022)
- Ingeborg Bachmann - Reise in die Wüste, regia di Margarethe von Trotta (2023)

### Televisione
- Lina - film TV (2016)
- The Team - serie TV, 8 episodi (2018)
- Biohacker (Biohackers) - serie TV, 12 episodi (2020-2021)
- Ich bin Sophie Scholl - serie TV, 43 episodi (2021-2022)
- Tutta la luce che non vediamo (All the Light We Cannot See) - miniserie TV, 2 episodi (2023)